# Johanne Defayová
Johanne Defayová (* 19. listopadu 1993 Le Puy-en-Velay) je francouzská surfařka. Žije na ostrově Réunion, kde se začala věnovat surfingu, profesionálkou je od roku 2013. Je vysoká 167 cm a váží 61 kg.
V letech 2009, 2011 a 2013 se stala juniorskou mistryní Evropy, v roce 2013 vyhrála také evropský šampionát seniorek. Od roku 2014 soutěží ve World Surf League a ve své debutové sezóně získala cenu pro nováčka roku. V roce 2015 vyhrála US Open. Celkem získala šest prvenství na akcích Světové ligy.
Na World Surfing Games vyhrála v roce 2017 soutěž družstev a byla druhá mezi jednotlivkyněmi. Na této soutěži také získala dvě stříbrné medaile s týmem (2023 a 2024) a dvě bronzové v individuálním závodě (2023 a 2024).  
Na Letních olympijských hrách 2020, kde byl surfing poprvé součástí olympijského programu, závodila ve shortboardu a vypadla v osmifinále s Portugalkou Yolandou Hopkinsovou. V surfařské soutěži na Letních olympijských hrách 2024, která se konala v tahitském Teahupo'o, získala bronzovou medaili, když v souboji o třetí místo zdolala Brisu Hennessyovou z Kostariky. Po olympiádě jí byl udělen Národní řád za zásluhy.